# Adam Weinhag
Adam Weinhag (* 1879?; † 1937?) war ein deutscher Architekt aus Essen in Nordrhein-Westfalen.

## Werk
Leben und Werk des Architekten Adam Weinhag sind wissenschaftlich bisher nicht erforscht und nur fragmentarisch bekannt; selbst die Lebensdaten sind mit einem Fragezeichen versehen. In einer eigenhändigen Veröffentlichung von 1929 firmierte Weinhag als „Architekt B.D.A. Essen=Göttingen“, womit er sich einerseits als freiberuflich tätiger Architekt sowie Mitglied des renommierten Bundes Deutscher Architekten zu erkennen gab und gleichzeitig seine damaligen Arbeitsschwerpunkte in Essen und Göttingen dokumentierte.

### Bekannte Bauten
- 1921: Neubau eines Geschäftspavillons am Krankenhaus der Huyssens-Stiftung in Essen, Huyssenallee 4[3]
- 1924: Aufbau von Ausstellungsständen im städtischen Saalbau in Essen, Huyssenallee 53[3]
- 1925–1927: Neubau des katholischen Redemptoristenklosters St. Klemens mit Kloster- und Pfarrkirche St. Gerhard in Heiligenstadt, Auf der Rinne 17
- 1926: Umbau eines Tanzsaals zum Kino „Süd-Theater“ in Essen, Witteringstraße 92a[4]
- 1926(?): Umbau des Wohn- und Geschäftshauses Mühlenstraße 7 in Essen[3]
- 1926(?): Umbau des Wohnhauses Burgfeldstraße 2–4 in Essen[3]St. Paulus in Göttingen, Detail der neobarocken Westfassade

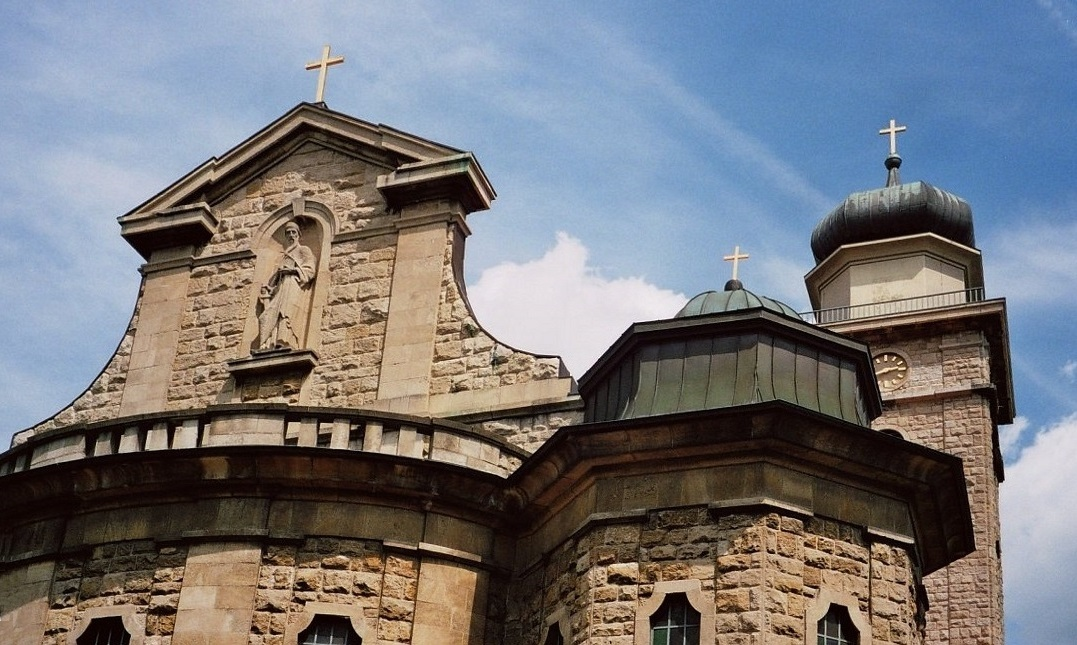
St. Paulus in Göttingen, Detail der neobarocken Westfassade

- 1927(?): Umbau(?) des Krankenhauses der Huyssens-Stiftung in Essen, Huyssenallee 2[3]
- 1927–1929: Neubau der katholischen Pfarrkirche St. Paulus in Göttingen, Wilhelm-Weber-Straße 13
- 1930: Neubau des Wohnhausblocks Burgfeldstraße 6–10 in Essen[3]

### Hauptwerke
Als architektonische Hauptwerke von Adam Weinhag dürfen vorläufig die beiden katholischen Sakralbauten fernab von Essen in Heiligenstadt (Thüringen) und Göttingen (Niedersachsen) gelten, die nachweislich zu den spätesten Beispielen neobarocker Architektur im deutschsprachigen Raum zählen. In Bemerkungen von 1929 zur Einweihung der Göttinger St. Paulus-Kirche umschrieb Adam Weinhag diese Besonderheit und seine architektonische Haltung als Ergebnis einer kunstvollen Kompromissfindung wie folgt: „Die Künstler der heutigen Zeit werden, wenn sie eine neue Kirche bauen sollen, vor eine Aufgabe gestellt, die sie immer in einen Konflikt bringt dahingehend, daß sie dem Zeitgeist und der Zeitströmung entsprechend gerne modern bauen möchten, daß sie aber im anderen Falle immer oder doch in den meisten Fällen individuell die Wünsche des Auftraggebers verarbeiten müssen. Eine Mittellinie zu finden, die beiden Fällen gerecht wird, ist heute die große Kunst des schaffenden Architekten.“